# チヴィタノーヴァ・デル・サンニオ
チヴィタノーヴァ・デル・サンニオ（イタリア語: Civitanova del Sannio）は、イタリア共和国モリーゼ州イゼルニア県にある、人口約900人の基礎自治体（コムーネ）。

## 地理

### 位置・広がり
イゼルニア県東部のコムーネである。

#### 隣接コムーネ
隣接するコムーネは以下の通り。括弧内のCBはカンポバッソ県所属を示す。
- バニョーリ・デル・トリーニョ
- キアウチ
- ドゥローニア (CB)
- フロゾローネ
- ペスコランチャーノ
- ピエトラッボンダンテ
- ポッジョ・サンニータ
- サルチート (CB)
- セッサーノ・デル・モリーゼ